# Panaitios

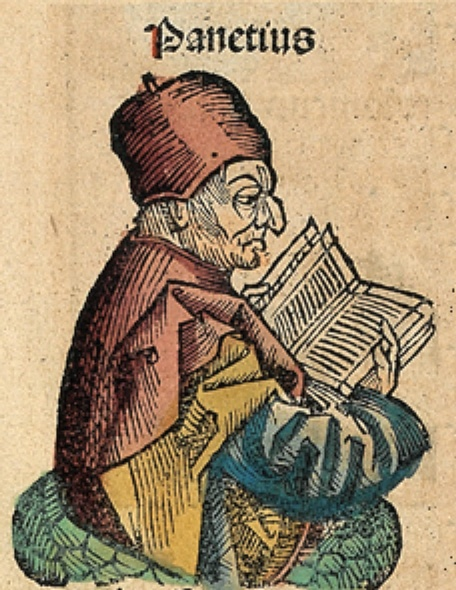
Panaitios i Nürnbergkrönikan.

Panaitios (grekiska: Παναίτιος; c:a 185 - c:a 110 f.Kr., latin: Panaetius) från Rhodos var en stoisk filosof. Han var lärjunge till Diogenes från Seleukia och Antipatros från Tarsos i Aten innan han flyttade till Rom där han gjorde mycket för att introducera stoiska läror i staden. Efter Scipios död 129 återvände han till den stoiska skolan i Aten och blev till slut oomtvistad skolark (föreståndare). Med Panaitios blev stoicismen mycket mera eklektisk. Hans mest berömda verk var De Officis, huvudkällan till Ciceros verk med samma namn.

## Liv
Panaitios, son till Nikagoras, föddes runt 185-180 f.Kr., i en gammal framstående rhodisk familj. Hän sägs ha varit en elev till lingvisten Krates från Mallos som undervisade i Pergamon och flyttade till Aten där han bevistade Kritolaos och Karneades föreläsningar, men höll sig mest till stoikern Diogenes från Seleukia och hans lärjunge Antipatros från Tarsos. Omkring år 149 f.Kr. valdes han av folket i Lindos på Rhodos till präst av Poseidon Hippios.
Han presenterades för Publius Scipio Aemilianus, förmodligen genom Gaius Laelius Sapiens som hade bevistat Diogenes' föreläsningar - och sedan även Panaitios', och vann hans vänskap, liksom Polybios före honom. Både Panaitios och Polybios följde Scipio på den romerska ambassad han företog till de främsta monarkerna och regimerna i den hellenistiska östern år 139-138 f.Kr.
Han återvände med Scipio till Rom, där han gjorde mycket för att införa stoiska läror och grekisk filosofi och hade ett antal framstående romare som lärjungar, bland dem Quintus Mucius Scaevola auguren och Quintus Aelius Tubero stoikern. Efter Scipios död på våren 129 f.Kr, bodde han växelvis i Aten och Rom, men huvudsakligen i Aten där han efterträdde Antipatros från Tarsos som föreståndare för den stoiska skolan, där hans främste elev var Poseidonios. Han blev erbjudan medborgarskap i Aten, vilket han dock avböjde, och han dog där någon gång 110/109 f.Kr, ungefär det år då Lucius Licinius Crassus oratorn fann hans lärjunge Mnesarkos från Aten där, men inte Panaitios själv.

## Filosofi
Med Panaitios började den nya eklektiska formen av stoicismen, så att han även bland nyplatonikerna ansågs som en platonist. Av denna anledning satte han också fysiken, inte logiken, främst och han förefaller inte ha åstadkommit något eget inom den sistnämnda. Inom fysiken övergav han den stoiska läran om ekpyrosis, strävade efter att förenkla själens indelning och betvivlade spådomskonstens giltighet. Inom etiken erkände han endast en tvåfaldig uppdelning av dygden (den teoretiska och den praktiska, svarande mot det dianoetiska och det etiska hos Aristoteles), strävade efter att närma livets ändamål emot de naturliga drivkrafterna och att genom liknelser visa dygdernas oskiljbarhet från varandra, påpekade att erkännande av moralen som något i sig själv eftersträvansvärt var en röd tråd i Demosthenes tal, erkände inte den kärva läran om apatheia utan, tvärtemot, rättfärdigade att vissa njutningar stod i samklang med naturen, medan han också insisterade på att moralreglerna skulle utformas så att de kunde efterlevas av den som ännu inte uppnått visdom.

## Skrifter

### Om plikterna
Panaitios huvudverk var utan tvekan hans avhandling Om plikterna (grekiska: περὶ τοῦ καθήκοντος) i tre böcker. I dessa hade han för avsikt att undersöka först vad som var moraliskt och omoraliskt, sedan vad som var användbart och icke användbart och till slut hur den skenbara motsättningen mellan vad som var moraliskt och vad som var användbart skulle avgöras - för, som stoiker, kunde han bara betrakta denna konflikt som skenbar och ej som verklig. Den tredje undersökningen hade han uttryckligen lovat i slutet av den tredje boken, men ej genomfört, och hans lärjunge Poseidonios verkar bara försagt och ofullständigt tillfogat vad som saknades - åtminstone följde inte Cicero (som i sina böcker Om plikterna avsåg, inte att översätta, utan kopiera Panaitios på sitt eget sätt) Poseidonios i sin tredje del, utan förklarar att han avslutat oberoende och utan hjälp det som Panaitios hade lämnat obehandlat. Om man betraktar de obetydliga avvikelserna, som Cicero själv påpekar, till exempel strävan att definiera moraliska skyldigheter, avslutandet av den ofullkomliga uppdelningen i tre delar,, förkastandet av onödiga diskussioner och små kompletterande tillägg, har Cicero i sina två första böcker lånat det vetenskapliga innehållet från Panaitios utan några betydande förändringar. Cicero förefaller ha följt Panaitios (och ignorerat stoikernas tidigare försök att undersöka moralfilosofin, inte bara för att hans verk var överlägset, utan speciellt för den strävan som genomsyrade detta) och lagt abstrakta undersökningar och motsägelsefulla definitioner åt sidan för att på ett slående sätt framvisa moralfilosofins tillämpning på livet. På det hela taget hade Panaitios, som följde Aristoteles, Xenokrates, Theofrastos, Dikaiarchos och speciellt Platon, mjukat upp de äldre stoikernas barska stränghet och utan att överge deras grundläggande definitioner, förändrat dem så att de skulle bli tillämpbara på livsföringen och svept in dem i en skrud av vältalighet.
Att Cicero inte har återgett hela innehållet av Panaitios tre böcker kan vi se från ett brottstycke som bevarats av Aulus Gellius och som inte återfinns hos Cicero, vilket samtidigt gör oss bekanta med Panaitios behandling av ämnet ur dess retoriska aspekter.

### Andra verk
Panaitios skrev också flera andra avhandlingar: Om gladlynthet, Domare, Om försynen, Om spådomskonst (en politisk avhandling som användes av Cicero i hans de Re Publica och i ett brev till Quintus Aelius Tubero). Hans Om filosofiska skolor förefaller ha varit rik på fakta och kritiska anmärkningar, och den kännedom vi har om Sokrates och om Platons (och andra från den sokratiska skolan) böcker som tillskrivs Panaitios hämtades troligen från detta verk.